# 나가사키현도 제24호선
24번 나가사키현도(일본어: 長崎県道24号厳原豆酘美津島線→나가사키현도 24호 이즈하라-쓰쓰미쓰시마선)는 나가사키현 쓰시마시를 관통하게 되어 있는 도도부현도이다. 그러나 이 도도부현도는 주요 지방도로 지정되어 있다. 

## 개요
나가사키현 쓰시마시 이즈하라정 나카촌과 미쓰시마정 게치를 사이에 연결시켜 주는 주요 지방도로, 382번 국도(이즈하라 하치만구 신사 앞 교차로에서 게치 교차로 사이의 경로)의 구간을 같이 만나게 되는 선형을 가지고 있다. 그래서 쓰시마섬의 시모시마 일대를 일주하는 경로로 자리매김되어 있다.

### 노선 정보
- 기점: 나가사키현 쓰시마시 이즈하라정 나카촌 (국도 382호선과 교행한다)
- 종점: 나가사키현 쓰시마시 미쓰시마정 게치 (국도 382호선 교행)
- 총 연장: 78.7 km

## 연혁
- 1976년(쇼와 51년) 12월 31일: 현도에 정식으로 인정됨
- 1993년(헤이세이 5년) 5월 11일: 건설성에서 정식으로 주요 지방도로 지정됨

## 지리
- 통과하는 지자체: 쓰시마시
- 교차하는 도로: 국도 제382호선, 나가사키현도 제44호 사자키바라 고모다 선, 나가사키현도 제192호선, 나가사키현도 제197호선, 시라타케 에코라인

### 연선에 있는 주요 시설물
- 쥬하치 은행 쓰시마지점
- 신와 은행 쓰시마지점
- 쓰시마시 교통센터 (티아라몰)[1]
- 쓰시마 관광안내소
- 쓰시마미나미 경찰서 이즈하라 파출소
- 이즈하라정 어업협동조합
- 오후나에
- 이즈하라 쓰쿠타 간이우편국
- 쓰시마시립 쓰쓰 중학교
- 쓰시마시립 쓰쓰 소학교
- 쓰쓰 우편국
- 구네 이나카 간이우편국
- 긴산조 신사
- 쓰시마시립 오쓰키 소학교
- 고모다하마 신사
- 고모다 우편국
- 쓰시마시립 사스 중학교
- 옛 쓰시마시립 아레 소학교
- 쓰시마시립 아레 소학교, 옛 쓰시마시립 이마자토 중학교
- 쓰시마시립 게치 중학교
- 쓰시마시 미쓰시마 행정서비스센터
- 게치 우편국
- 쥬하치 은행 미쓰시마 출장소